# Carl Friedrich von Weizsäcker
Carl Friedrich Freiherr von Weizsäcker (Kiel, Alemania, 28 de junio de 1912-Starnberg-Söcking, 28 de abril de 2007) fue un físico y filósofo alemán.

## Biografía
Nació el 28 de junio de 1912 en Kiel, Alemania, primero de los dos hijos de Ernst Freiherr von Weizsäcker y Marianne von Weizsäcker. Su padre, diplomático alemán y secretario de Estado en el Ministerio de Relaciones Exteriores durante la Segunda Guerra Mundial, murió en 1951. Su hermano, Richard Freiherr von Weizsäcker, fue presidente de la República Federal de Alemania (1984-1994).
Entre 1929 y 1933 Weizsäcker estudió física, astronomía y matemáticas en Berlín, Gotinga y Leipzig. Entre sus maestros estuvieron Werner Heisenberg y Niels Bohr. De 1933 a 1936 realizó sus investigaciones en los institutos de Química y Física primero en Leipzig y luego en la Kaiser-Wilhelm de Berlín. Estudió las energías de unión de núcleos atómicos en el ámbito de la microfísica (Bethe-Weizsäcker-Formel, Tröpfchenmodell, 1935) e investigó los procesos de generación de energía nuclear en el interior de las estrellas (Bethe-Weizsäcker-Zyklus, 1937/1938).
En 1942 fue elegido profesor de Física Teórica en Estrasburgo. Permaneció en esa posición hasta 1945. Un año más tarde se convirtió en jefe del departamento en el Instituto Max-Planck de Física en Alemania. En ese año presentó una teoría del origen del sistema planetario.
Entre 1957 y 1969 enseñó filosofía en Hamburgo. Durante este tiempo publicó sobre el origen de las estrellas (1959) y publicó su Weltformel en 1966. Fue nombrado Profesor Gifford de la Universidad de Glasgow entre 1959 y 1961. Su primera serie de conferencias pronunciadas durante el curso 1959-1960 se publicó como un libro, The Relevance of Science. Creation and Cosmogony (La importancia de la ciencia. Creación y Cosmogonía) en 1964.
En la década de 1950 Weizsäcker investigó acerca de la responsabilidad que tiene el científico por su trabajo. Pertenecía al grupo de los dieciocho físicos («Göttinger Achtzehn») que declararon su rechazo al uso de las armas nucleares («Göttinger Erklärung»). Uno de ellos fue Otto Hahn. Weizsäcker se convirtió en miembro de la Deutsche Gesellschaft für Friedens-und Konfliktforschung y comenzó la fundación del Instituto Max-Planck en Starnberg, Alemania, para la investigación sobre las condiciones de vida en un mundo científico-técnico. Fue director de este Instituto de 1970 a 1980.
Fue nombrado miembro de la orden Pour le mérite for science and arts en 1961.

## Obras
- Zum Weltbild der Physik, Leipzig 1943 (ISBN 3-7776-1209-X)
- Die Geschichte der Natur, Gotinga 1948 (ISBN 3-7776-1398-3)
- Die Einheit der Natur, Múnich 1971 (ISBN 3-423-33083-X)
- Aufbau der Physik, Múnich 1985 (ISBN 3-446-14142-1)
- Die Zeit drängt, Múnich 1986 (ISBN 3-446-14650-4)
- Die Tragweite der Wissenschaft, Stuttgart 1964/1990 (ISBN 3-7776-1401-7)
- Zeit und Wissen, Múnich 1992 (ISBN 3-446-16367-0), su principal obra filosófica.
- Große Physiker, Múnich 1999 (ISBN 3-446-18772-3)
- Der begriffliche Aufbau der theoretischen Physik, Stuttgart 2004 (ISBN 3-7776-1256-1)
- Pastore, Giovanni, Antikythera E I Regoli Calcolatori, Rome, 2006, privately published

### Ediciones en español
- Weizsäcker, Carl Friedrich von (1964). La física actual. Ediciones Rialp. ISBN 978-84-321-0300-1.
- — (1962). Historia de la naturaleza. Ediciones Rialp. ISBN 978-84-321-0153-3.
- — (1993). El hombre en su historia. Círculo de Lectores. ISBN 978-84-226-4382-1.
- — (1974). La imagen física del mundo. Biblioteca de Autores Cristianos. ISBN 978-84-220-0694-7.
- — (1972). La importancia de la ciencia. Editorial Labor. ISBN 978-84-335-1031-0.
- — (1988). El tiempo apremia. Ediciones Sígueme. ISBN 978-84-301-1055-1.

## Fórmula de Weizsäcker
Fórmula semiempírica de la masa concebida por Weizsäcker y cuyo nombre recibe, que sirve para evaluar la masa y otras propiedades de un núcleo atómico, parcialmente basada en mediciones empíricas. La teoría parte del modelo de la gota líquida, que ofrece la base de los valores de la mayor parte de sus coeficientes.

## Premios
- Medalla Max Planck en 1957
- Premio Goethe en 1958
- Premio de la Paz del Comercio Librero Alemán en 1963
- Premio Erasmus en 1969
- Sigmund-Freud-Preis für wissenschaftliche Prosa en 1989
- Premio Templeton en 1989